# Gílson Nunes
Gílson Siqueira Nunes, mais conhecido como Gílson Nunes (Rio de Janeiro, 12 de junho de 1946) é um ex-treinador e ex-futebolista brasileiro que atuava como ponta-esquerda.

## Carreira
Pelo Fluminense disputou 156 jogos, com 68 vitórias, 33 empates e 55 derrotas, marcando 31 gols.

## Títulos

### Como jogador
Fluminense
- Campeonato Carioca: 1964,1969
- Taça Guanabara de 1966, 1969
- Torneio Quadrangular Pará-Guanabara de 1966

Vasco da Gama
- Campeonato Carioca: 1970
- Taça José de Albuquerque: 1972
- Torneio Quadrangular do Rio de Janeiro: 1973
- Troféu Pedro Novaes: 1973

America
- Taça Guanabara: 1974

### Como treinador
Al-Wasl
- UAE Football League: 1981-82

Seleção Brasileira Sub-20
- Mundial Sub-20: 1985

Botafogo
- Torneio Rio-São Paulo: 1998.